# Tobias Fenchel

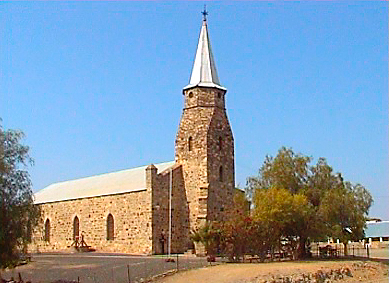
Ehemals Rheinische Missionskirche Keetmanshoop, heute Ev.-Lutherische Kirche Keetmanshoop

Tobias Fenchel (* 30. Mai 1849 in Gambach; † 8. Dezember 1910 in Keetmanshoop) war ein deutscher Missionar der Rheinischen Missionsgesellschaft in Südwestafrika (heute Namibia).
Tobias Fenchel reiste erstmals 1876 nach Südwestafrika, als das Land noch keiner staatlichen Obrigkeit unterstellt war. Er war der erste Missionar der Nama. Im Jahr 1877 heiratete er Anna, geborene Bröder. Während seiner Tätigkeit ging das Gebiet 1883 in den Besitz von Adolf Lüderitz und 1884 in deutsches Staatseigentum als Deutsch-Südwestafrika über.
Die Kirche der Rheinischen Mission, die Tobias Fenchel mit seiner Gemeinde aus Naturstein in Keetmanshoop erbaute, ist heute ein Nationales Denkmal in Namibia.